# Bloomberg Terminal

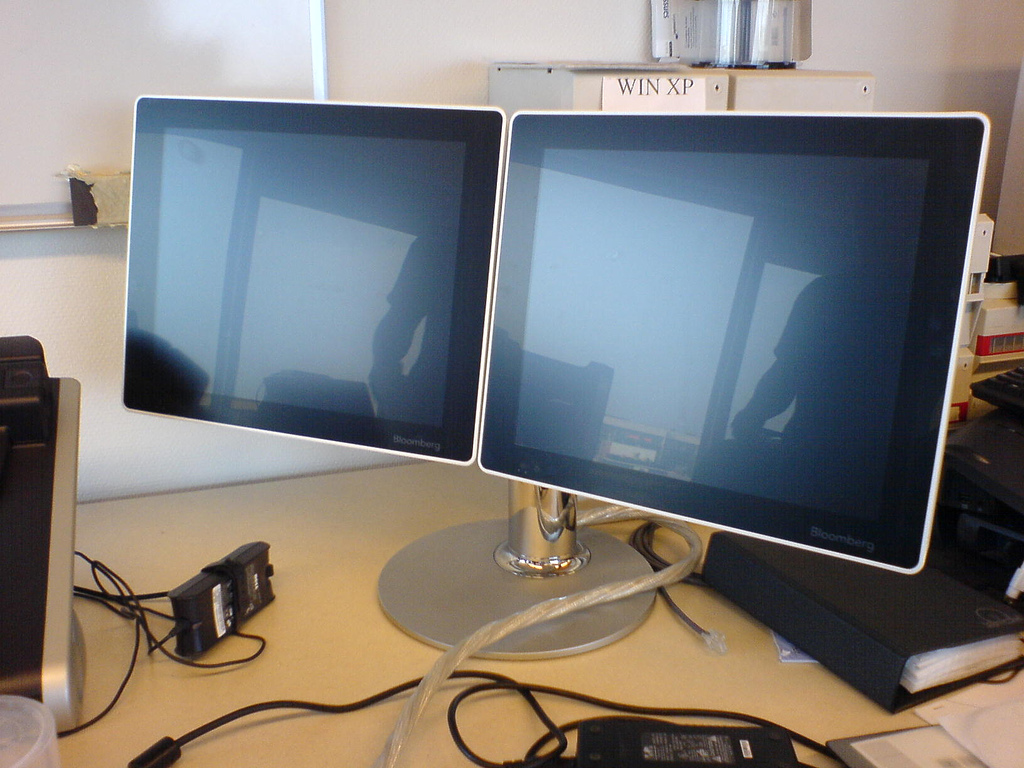
Bloomberg Terminal (offline)

Een Bloomberg Terminal is een computersysteem dat beroepsbeoefenaars op de financiële markt toegang geeft tot realtime financiële gegevens, zoals beurskoersen en financieel nieuws, en de mogelijkheid om orders te plaatsen. Een abonnement op de gegevens die via de Bloomberg Terminal ter beschikking worden gesteld, kost $ 2,000.= dollar per maand.
De informatie van de Bloomberg Terminal wordt geleverd door Bloomberg L.P., dat in 1981 werd opgericht door Michael Bloomberg. Bloomberg L.P. is een dienstverlenend bedrijf dat is gespecialiseerd in de verspreiding van financieel nieuws en financiële gegevens.